# Symblepharis
Symblepharis là một chi rêu trong họ Dicranaceae.